# 日吉神社 (名古屋市名東区)
日吉神社（ひよし じんじゃ）は愛知県名古屋市名東区上社にある神社。

## 概要
日吉神社の創建年代は不詳であるが、（旧）上社村の丘の上にあった山王社は、古くから鎮守社としてこの地の信仰の中心地であった。社蔵には1640年（寛永17年）の棟札があり、また『寛文村々覚書』の掲載から創祀は江戸時代以前に遡ると思われる。

## 年表
- 1813年（文化10年） - 刀比羅社を勧請。
- 1865年（慶応1年） - 御嶽社を勧請。
- 1865年（明治1年） - 神仏判然令で日吉社と改称。
- 1878年（明治11年） - 大山祇社が境内に移された。
- 1909年（明治42年） - 下の森（愛知県愛知郡猪高村大字上社字八郎84）にあった貴船明神（現存の貴船神社とは異なり、現存しない）の罔象女神が合祀される。
- 1965年（昭和40年） - 日吉神社と改称。

## 祭神
- 大己貴神（おおなむちのかみ）（大国主の別名）
- 罔象女神（みつはのめのかみ）（ミヅハノメ）
- 大山咋神（おおやまくいのかみ）

## 御嶽信仰
現在は高層建築に被われて見ることはできなくなったが、かつて日吉神社の「奥の院」の頂きからは、鬼門、丑寅の方角に霊峰御嶽山を望むことができた。言い伝えによれば、日吉神社の氏子中による御嶽信仰が始まったのは創建当時からで、この地には「伊勢に七度、熊野に三度、日吉御嶽百度詣り」という言葉が今に残されている。また氏子総代による年に1回の御嶽参拝は現在も欠かすことなく続けられている。

## 「足の碑」と「勇者の碑」
日吉神社の「奥の院」まで続く階段は四十八段（四苦八苦を乗り越えると言う意味がある）、頂きには「神石」と「霊神碑」が座している。神石は御嶽山頂の御嶽神社から拝受し、この杜の頂に鎮座されたと言われている。霊神碑は御岳山から神石を持ち帰った先人達の偉業と健脚を偲び建てられたと言われている。現在、神石は「足の碑」また「勉学の碑」、そして霊神碑は「勇者の碑」として尊ばれ、これに触れ祈念すれば、すべての人々に御嶽明神とその信仰を守り続けた先人の御霊の御加護があると信じられている。

## 交通アクセス
- 名古屋市営地下鉄東山線 上社駅より東へ徒歩で約5分。